# Encephalartos altensteinii
Encephalartos altensteinii és una espècie de gimnosperma de la divisió Cycadophyta, família Zamiaceae, originària de l'est de la regió de la Ciutat del Cap (Sud-àfrica). Es troba en estat vulnerable segons la Unió Internacional per a la Conservació de la Natura (UICN), ja que s'ha reduït la població en més d'un 30% (però menys del 50%) basats en la repetició de fotografies. Un gran nombre s'han vist retirats de les àrees dels boiximans de l'àrea de Tamara de la Província Oriental del Cap. De totes maneres és considerat com una planta important a nivell ornamental i probablement la més comuna de les ciques cultivades. Són de vida llarga, de fàcil cultiu i ràpid creixement i es poden fer bastant grans. Les varietats del gènere més properes són E. natalensis i E. lebomboensis.

## Distribució i hàbitat
Encephalartos altensteinii és endèmic de Sud-àfrica, i es troba àmpliament distribuïda a la muntanya riberenca del riu Bushman's al sud-est del Cap a la frontera sud de Kwazulu-Natal. També creix a l'interior de la regió de Komga, Kei Road i Ciutat del Rei Guillem a vessants rocoses i penya-segats exposats. Si les condicions d'estiu són càlides i fredes a l'hivern amb gelades que ocorren poques vegades algun. E. altensteinii respon bé al cultiu i es pot conrear a ple sol o ombra parcial. Aquesta espècie tolera gelades lleugeres. En el seu hàbitat natural, aquesta espècie gaudeix de precipitacions entre 800 i 1000 mm, el que indica que el reg regular d'estiu serà beneficiós.

## Descripció
El cícades arbre del pa es desenvolupa en una planta mitjana a gran, productora inicialment d'un sol tronc, dret. Algunes plantes produeixen rebrots a la base del tronc que amb el temps desenvolupen a una alçada de 4-5 m. Les cícades són perennes, les fulles joves són de color verd i si creixen a l'ombra es desenvoluparà a una alçada d'3.2 m. A ple sol les fulles són més curtes. Un color de les fulles noves es produeix a la primavera, però no necessàriament cada any.